# 北海道道866号東浜焼尻港線

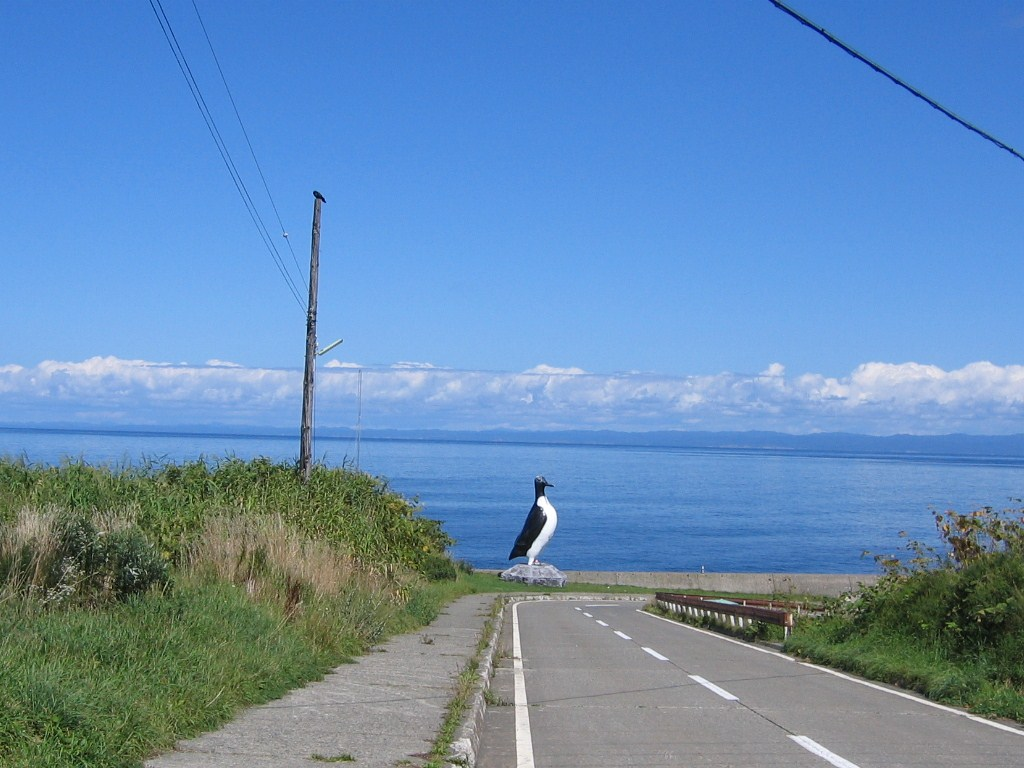
焼尻港のオロロン鳥のオブジェ

北海道道866号東浜焼尻港線（ほっかいどうどう866ごう ひがしはまやぎしりこうせん）は、北海道苫前郡羽幌町の焼尻島内を結ぶ一般道道（北海道道）である。

## 概要

### 路線データ
- 起点：北海道苫前郡羽幌町焼尻東浜（北海道道255号焼尻島線交点）
- 終点：北海道苫前郡羽幌町焼尻東浜（地方港湾 焼尻港）
- 総延長：0.228 km
- 実延長：0.222 km
- 重用延長：0.006 km

## 歴史
- 1975年（昭和50年）3月31日 - 路線認定[1]。

## 地理

### 通過する自治体
- 留萌振興局
  - 苫前郡羽幌町

### 交差する道路
羽幌町
- 北海道道255号焼尻島線 - 焼尻東浜（起点）

### 沿線にある施設など
羽幌町
- 焼尻港
- 焼尻フェリーターミナル